# Bottovó
Gernyő (szlovákul: Bottovo) község Szlovákiában, a Besztercebányai kerületben, a Rimaszombati járásban.

## Fekvése
Rimaszombattól 14 km-re délkeletre, a Szútori patak partján található.

## Története
A trianoni diktátumig területe Gömör-Kishont vármegye Feledi járásához tartozott. Ekkor még Gernyőpuszta és Leánymezőpuszta településrészek találhatók mai területén, de nem volt önálló település.
A község csak a 20. században, 1926-ban lett önálló település, ekkor alakították ki Dobóca, Cakó és Rimaszécs határából, a korábbi Coburg családi birtokok területén. Építését 1922-ben kezdték cseh, morva és szlovák telepesek.
1938 és 1944 között ismét Magyarország része volt. Lakói főként a mezőgazdaságból élnek.

## Népessége
| Év:            | 1994. | 2004.   | 2014.   | 2024.   |
| -------------- | ----- | ------- | ------- | ------- |
| Emberek száma: | 198   | 212     | 209     | 201     |
| Eltérés:       |       | +7,07 % | -1,41 % | -3,82 % |

| Év:            | 2023. | 2024.   |
| -------------- | ----- | ------- |
| Emberek száma: | 202   | 201     |
| Eltérés:       |       | -0,49 % |

2001-ben 217 lakosából 193 szlovák volt.
2011-ben 204 lakosából 181 szlovák.
2021-ben 197 lakosából 175 szlovák, 7 magyar (3,55%), 7 cseh, 2 morva, 6 ismeretlen nemzetiségű.

## Nevezetességei
- A község határában 1962-ben létesített víztározó található.
- Ivan Krasko szlovák író emlékműve.